# Шарлът
Ша̀рлът (на английски: Charlotte) е най-големият град в щата Северна Каролина, САЩ. Той е окръжен център на окръг Мекленбърг.
Има население от 809 958 жители (2014 г.) и обща площ от 629 km².

## Известни личности
Родени в Шарлът
- Били Греъм (1918 – 2018) духовник
- Чарлс Дюк (р. 1935), космонавт
- Харолд Лаури (р. 1942), писател
- Оскар Робъртсън (р. 1938), баскетболист
- Сюзан Хелмс (р. 1958), офицер и космонавт
- Ашли Флеър (р. 1986), кечистка